# Travecy
Travecy [tʁavsi] est une commune française située dans le département de l'Aisne, en région Hauts-de-France.
Le « e » du nom ne se prononce pas.

## Géographie

### Communes limitrophes
| Remigny  | Vendeuil | Mayot   |
| Liez     | Travecy  | Achery  |
| Tergnier | Beautor  | La Fère |

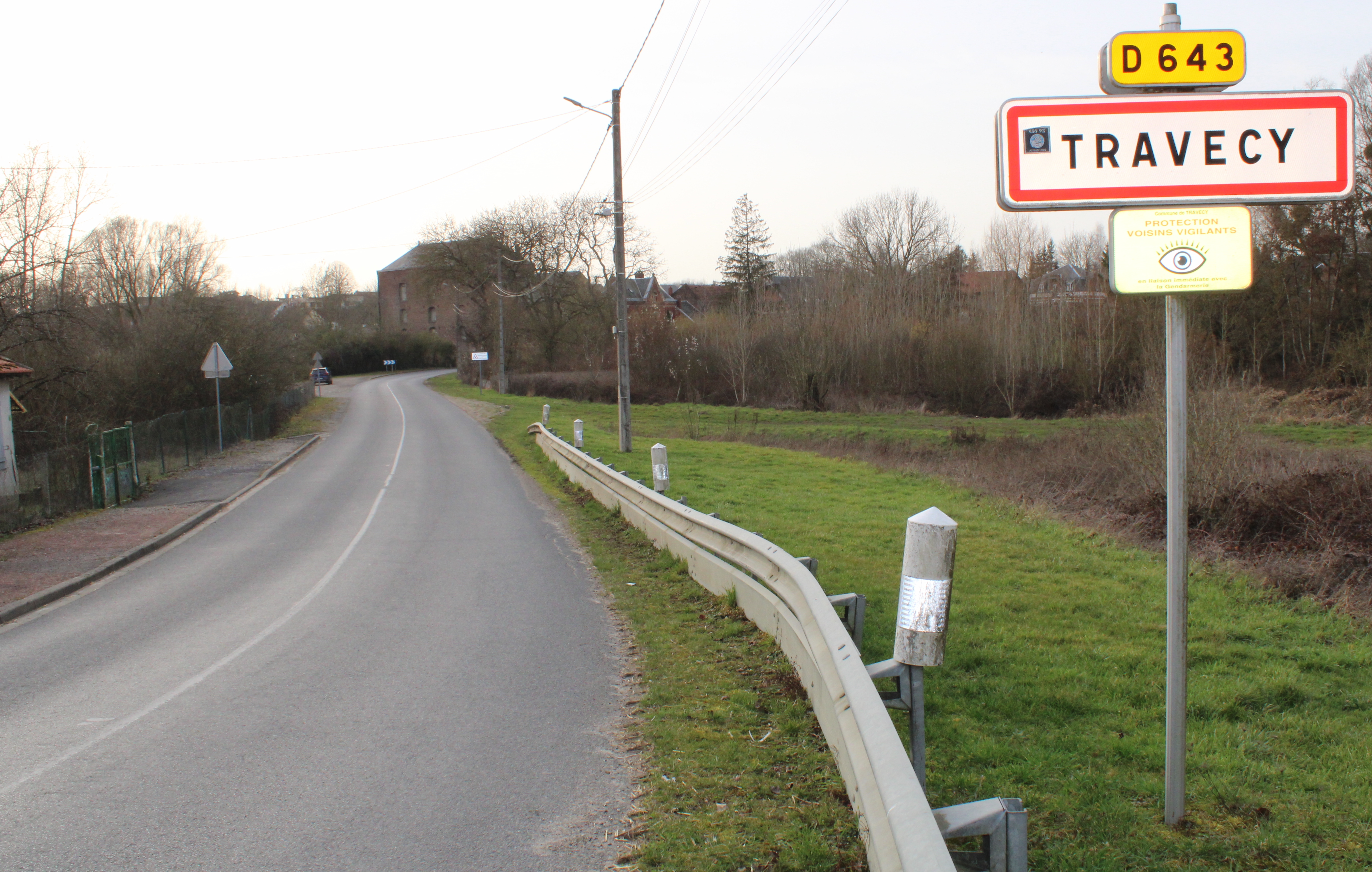
Entrée du village.
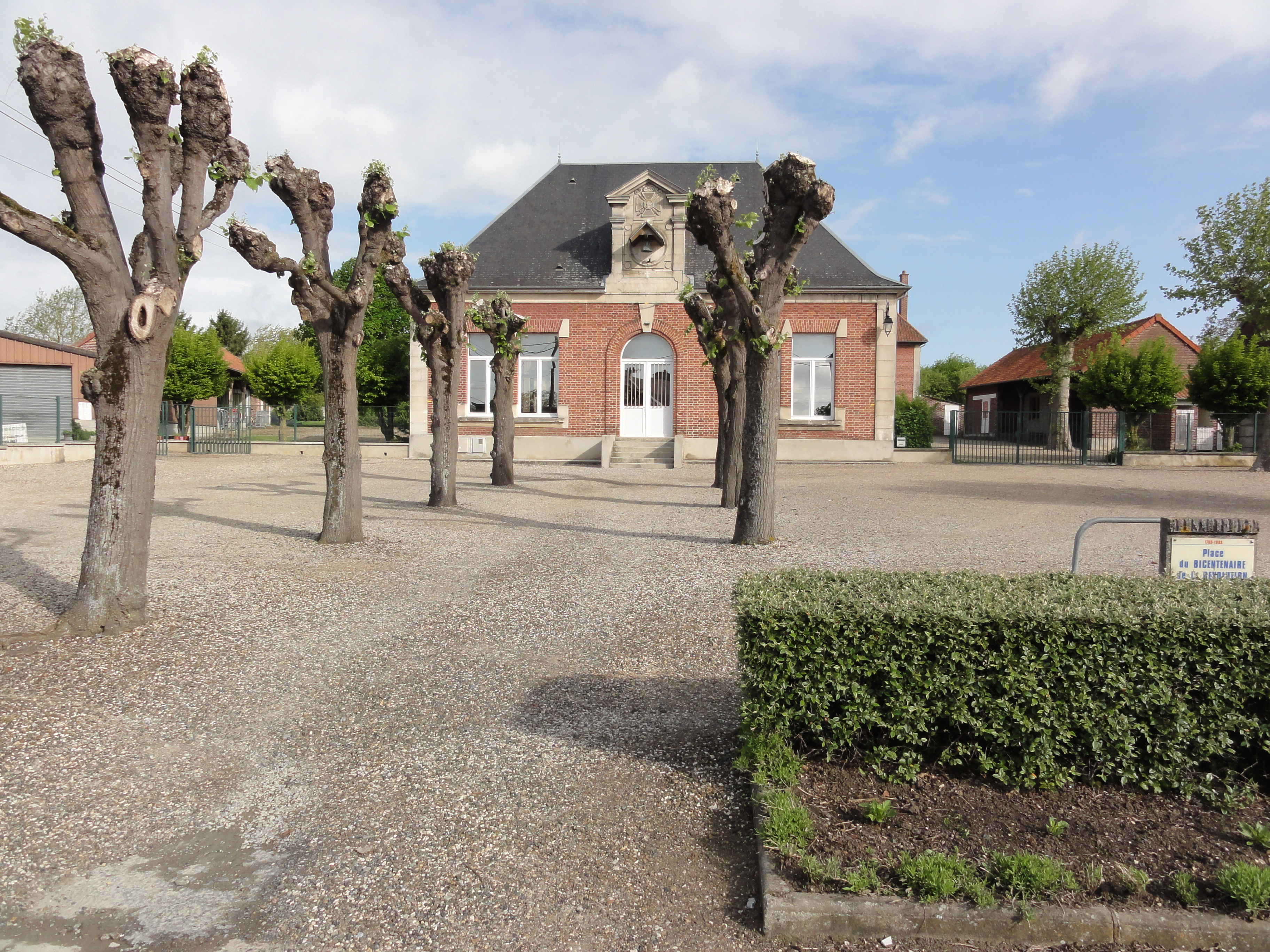
Place du Bicentenaire de la Révolution avec l'ancienne école.

## Hydrologie
Travecy est situé sur la rive droite de l'Oise. Le Canal de la Sambre à l'Oise, qui longe l'Oise, traverse également la commune. Un pont-levis est implanté sur la route menant à Achery.

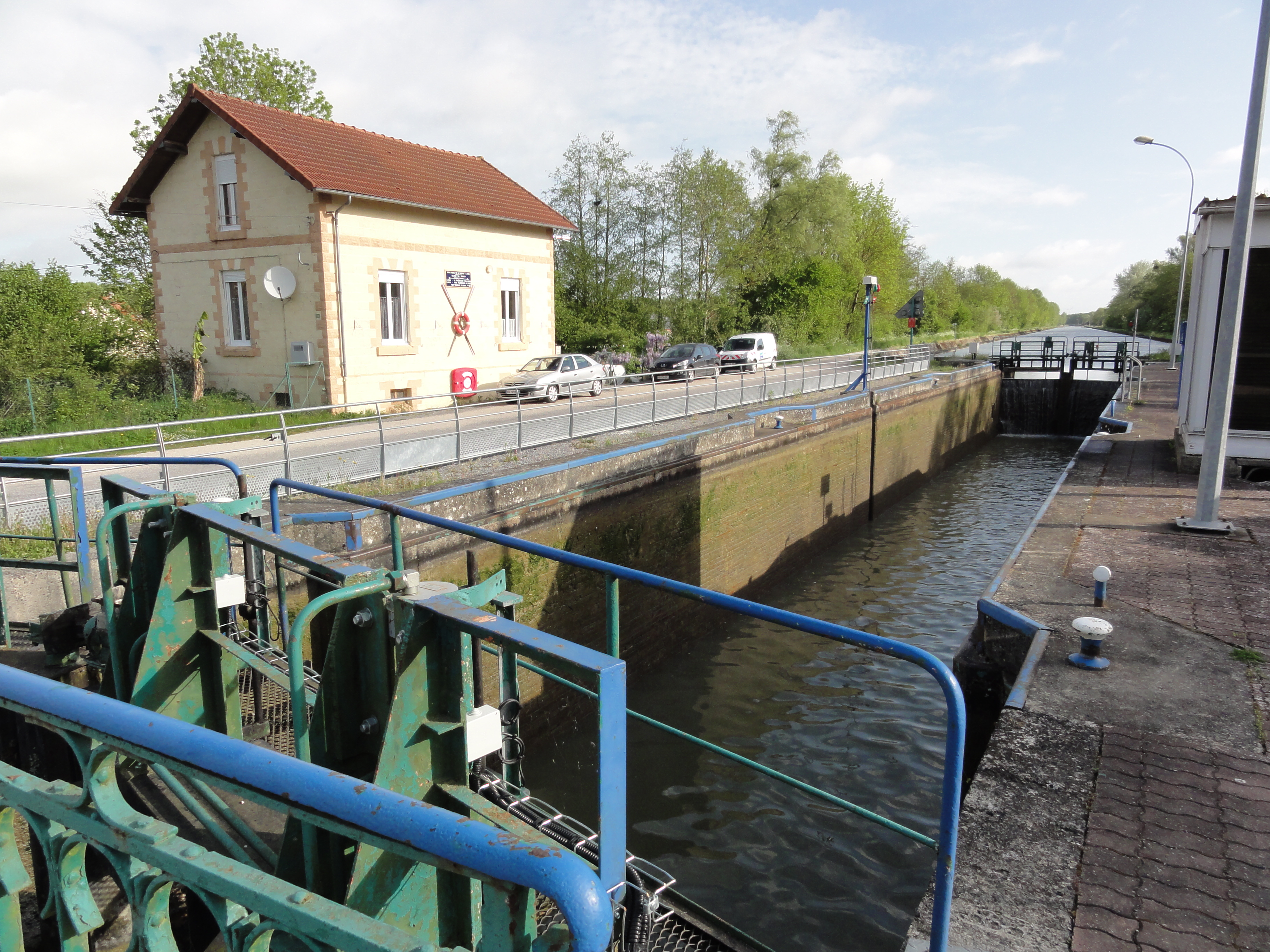
Écluse du canal de la Sambre à l'Oise.
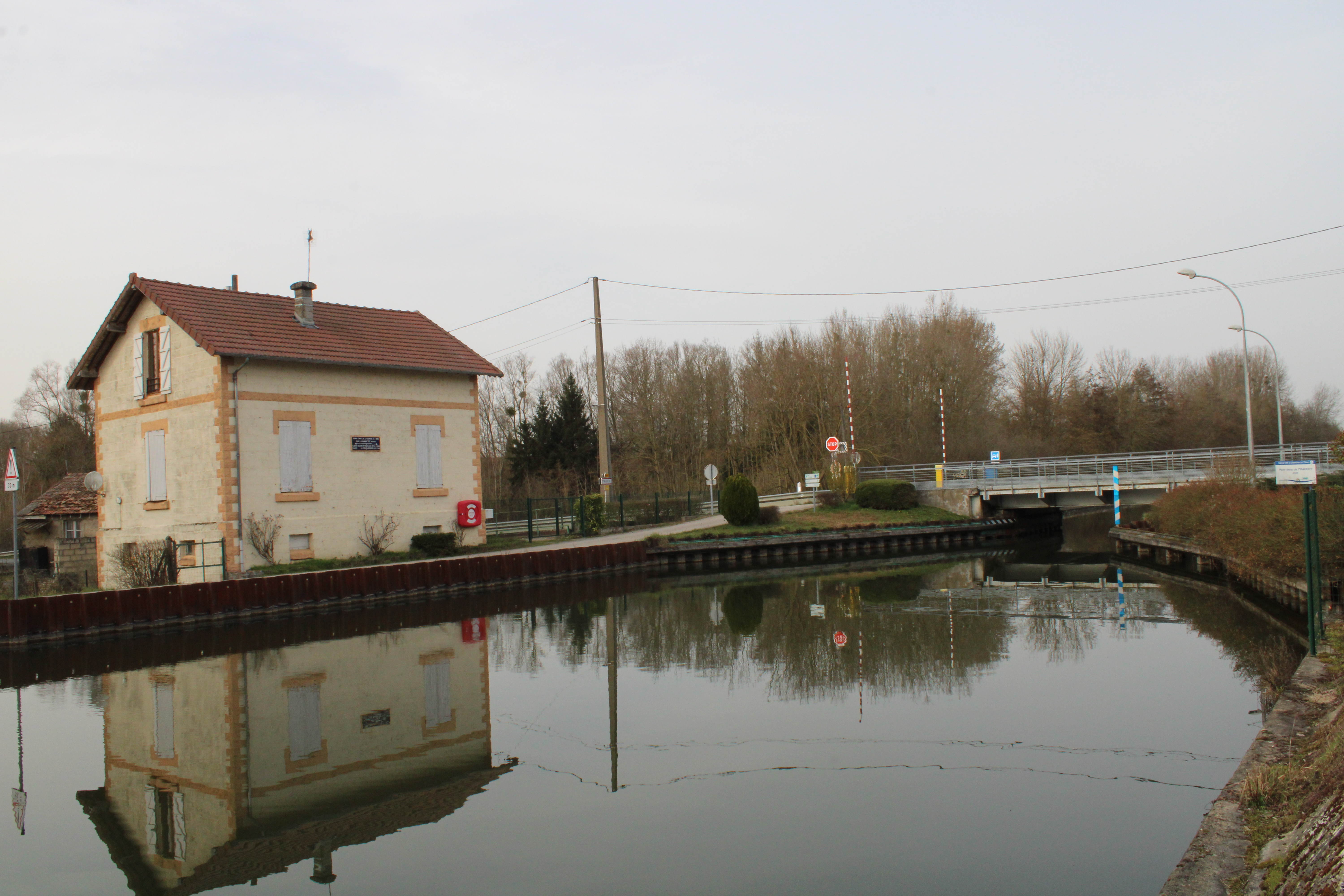
Le pont-levis sur le canal de la Sambre à l'Oise .
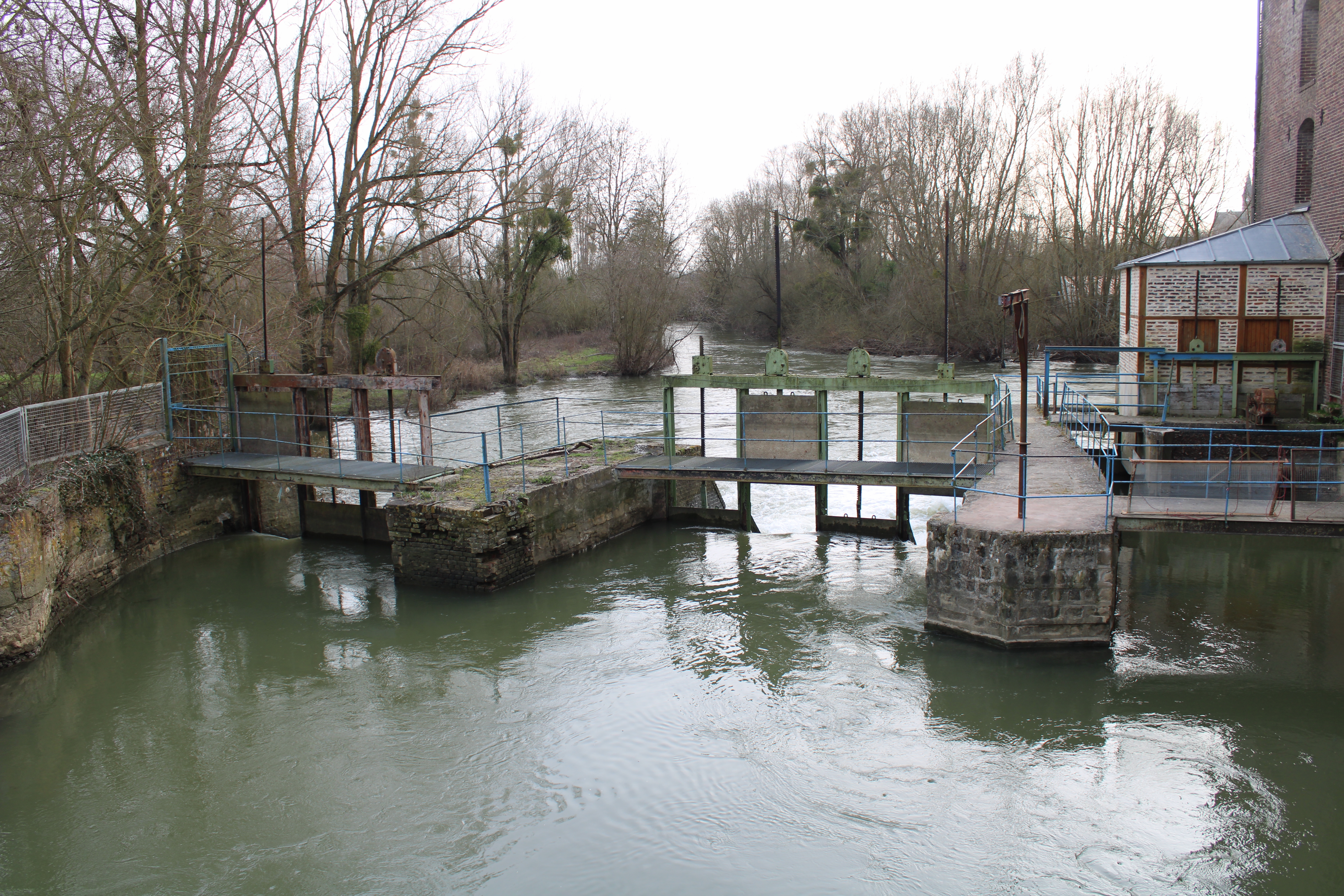
Le moulin sur l'Oise.

### Hydrographie

#### Réseau hydrographique
La commune est située dans le bassin Seine-Normandie. Elle est drainée par le canal de la Sambre à l'Oise, l'Oise, le fossé des Ecrouillères,,.
L'Oise prend sa source en Belgique, à 309 mètres d'altitude, dans l'ancienne commune de Forges et se jette dans la Seine à 20 mètres d'altitude, au Pointil en rive droite et en aval du centre de Conflans-Sainte-Honorine dans le département des Yvelines. D'une longueur 341 kilomètres, elle est presque entièrement navigable et bordée de canaux sur 104 kilomètres.

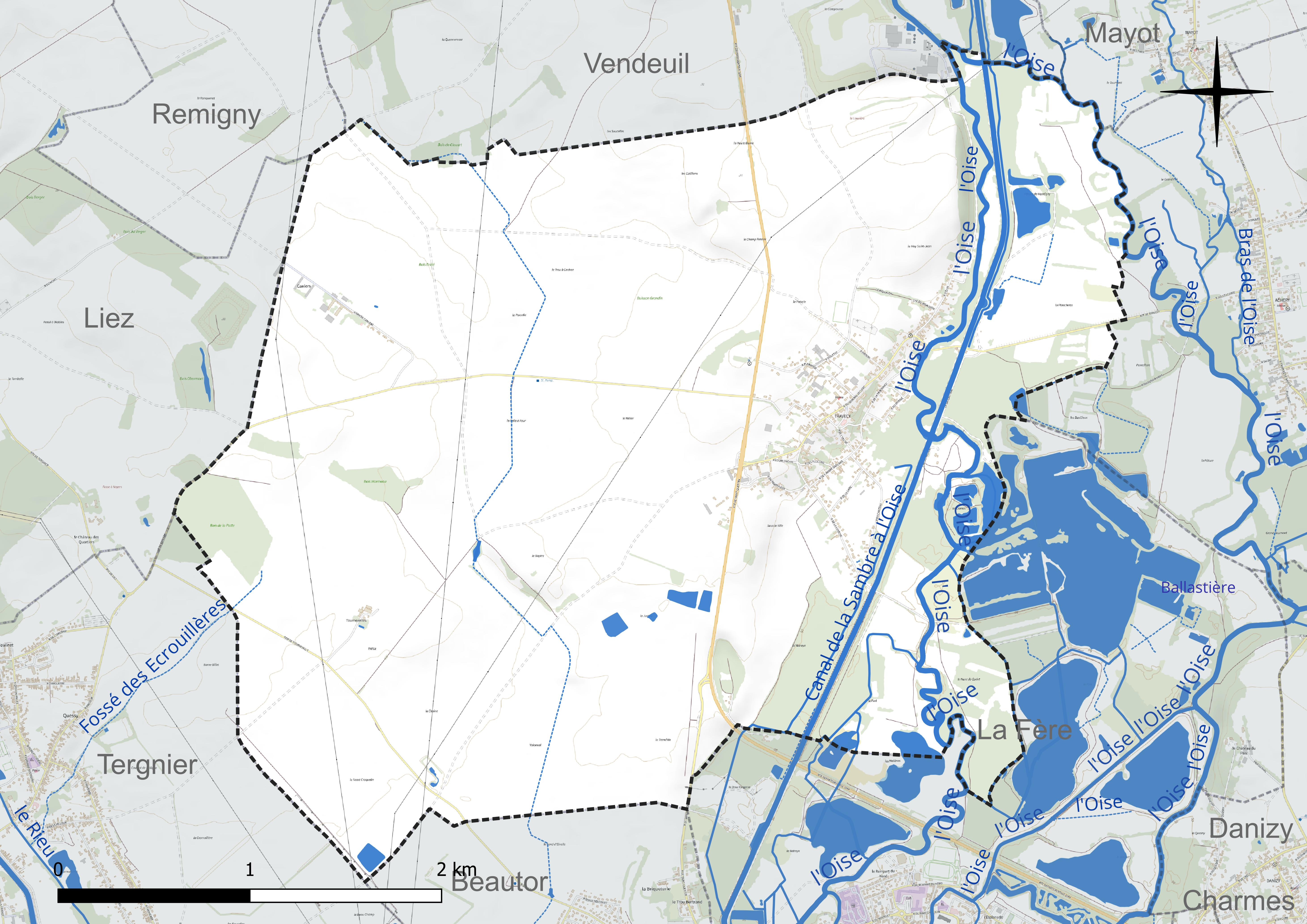
Réseau hydrographique de Travecy.

#### Gestion et qualité des eaux
Le territoire communal est couvert par le schéma d'aménagement et de gestion des eaux (SAGE) « Oise moyenne ». Ce document de planification concerne un territoire de 1 013 km2 de superficie, délimité par le bassin versant de l'Oise moyenne. Le périmètre a été arrêté le 24 avril 2017 et le SAGE est, en 2024, encore en élaboration. La structure porteuse de l'élaboration et de la mise en œuvre est le syndicat mixte du SAGE Oise-Moyenne (SMOM).
La qualité des cours d'eau peut être consultée sur un site spécial géré par les agences de l'eau et l'Agence française pour la biodiversité.

### Climat
Pour des articles plus généraux, voir Climat des Hauts-de-France et Climat de l'Aisne.
En 2010, le climat de la commune est de type climat océanique dégradé des plaines du Centre et du Nord, selon une étude du CNRS s'appuyant sur une série de données couvrant la période 1971-2000. En 2020, Météo-France publie une typologie des climats de la France métropolitaine dans laquelle la commune est dans une zone de transition entre le climat océanique et le climat océanique altéré et est dans la région climatique Nord-est du bassin Parisien, caractérisée par un ensoleillement médiocre, une pluviométrie moyenne régulièrement répartie au cours de l'année et un hiver froid (3 °C).
Pour la période 1971-2000, la température annuelle moyenne est de 10,5 °C, avec une amplitude thermique annuelle de 15,1 °C. Le cumul annuel moyen de précipitations est de 713 mm, avec 11,1 jours de précipitations en janvier et 8,9 jours en juillet. Pour la période 1991-2020, la température moyenne annuelle observée sur la station météorologique la plus proche, située sur la commune de Chauny à 13 km à vol d'oiseau, est de 11,1 °C et le cumul annuel moyen de précipitations est de 709,9 mm,. Pour l'avenir, les paramètres climatiques de la commune estimés pour 2050 selon différents scénarios d'émission de gaz à effet de serre sont consultables sur un site spécial publié par Météo-France en novembre 2022.

## Urbanisme

### Typologie
Au 1er janvier 2024, Travecy est catégorisée commune rurale à habitat dispersé, selon la nouvelle grille communale de densité à 7 niveaux définie par l'Insee en 2022.
Elle est située hors unité urbaine. Par ailleurs la commune fait partie de l'aire d'attraction de Tergnier, dont elle est une commune de la couronne,. Cette aire, qui regroupe 14 communes, est catégorisée dans les aires de moins de 50 000 habitants,.

### Occupation des sols
L'occupation des sols de la commune, telle qu'elle ressort de la base de données européenne d'occupation biophysique des sols Corine Land Cover (CLC), est marquée par l'importance des territoires agricoles (86,3 % en 2018), en diminution par rapport à 1990 (89,6 %). La répartition détaillée en 2018 est la suivante : 
terres arables (65 %), prairies (16,4 %), mines, décharges et chantiers (5,7 %), zones agricoles hétérogènes (4,8 %), zones urbanisées (4 %), forêts (3,4 %), eaux continentales (0,6 %).
L'évolution de l'occupation des sols de la commune et de ses infrastructures peut être observée sur les différentes représentations cartographiques du territoire : la carte de Cassini (XVIIIe siècle), la carte d'état-major (1820-1866) et les cartes ou photos aériennes de l'IGN pour la période actuelle (1950 à aujourd'hui).

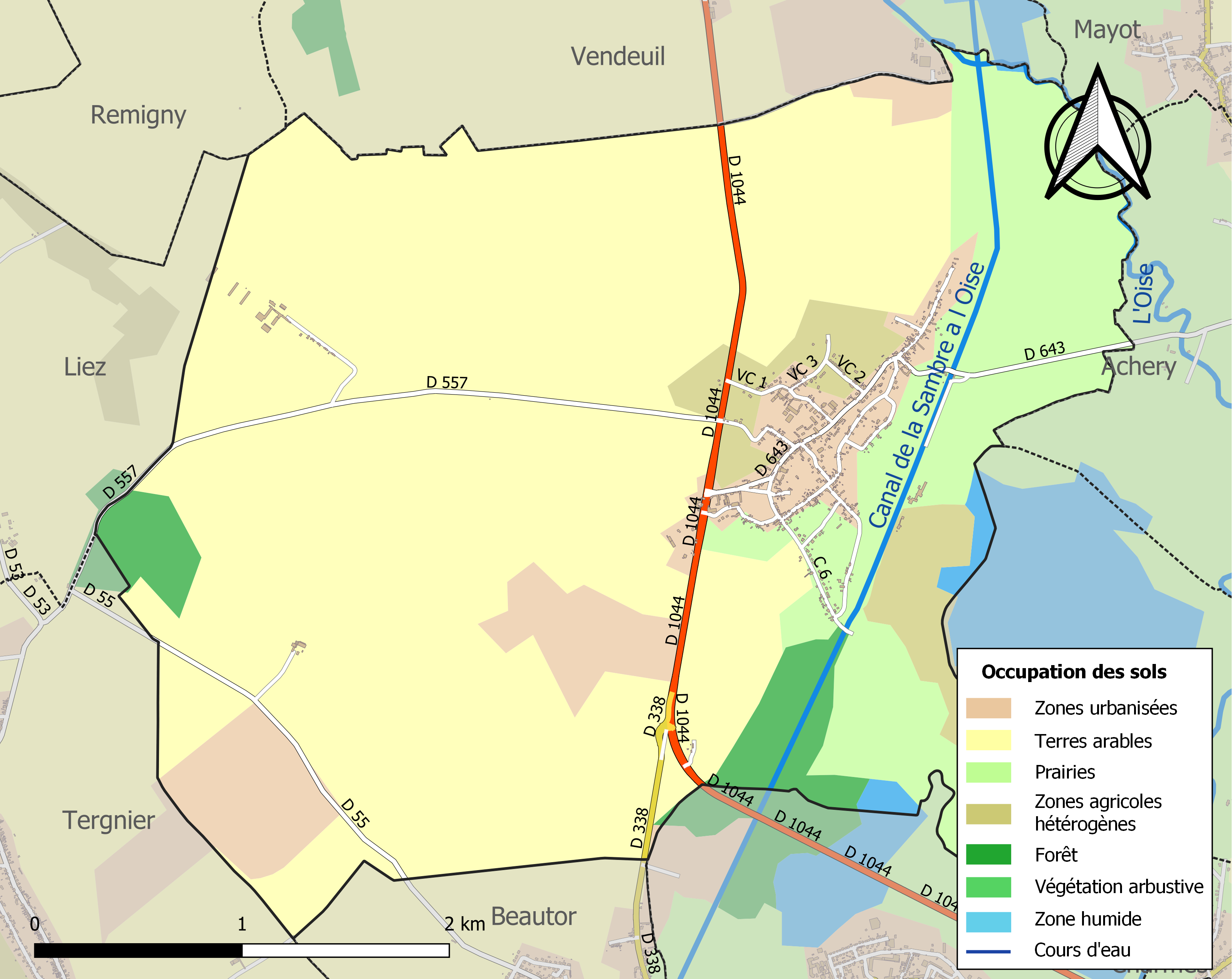
Carte de l'occupation des sols de la commune en 2018 (CLC).

## Toponymie
Le nom de la localité est attesté sous les formes Traveci (1133) ; Travesci (1208) ; Domus de Travechi (1255) ; Traveschy (1326) ; Travessy (1372) ; Trasvecy (1490) ; Traversy-près-la-Fère (1595) ; Traversis (1596) ; Saint-Médard-de-Travecy (1702) ; Travescy (1745).

## Histoire
- Village bâti sur la voie gauloise de Laon à Péronne.
- Seigneurie des Laumosnier aux XVIe et XVIIe siècles.
- Culture de la vigne jusqu'au XVIIe siècle.

### Passé ferroviaire du village
|  |  |  |  |

De 1935 à 1963, Travecy a été traversé par la ligne de chemin de fer de Mézières-sur-Oise à La Fère, qui , venant de Vendeuil, traversait le village du nord au sud le long de l'Oise,et se dirigeait vers La Fère.
 
Jusqu'en 1935 Vendeuil était le terminus de la ligne. Le tronçon de 7 km allant de Vendeuil à Travecy et La Fère fut mis en service qu'à cette date. Travecy avait le privilège de posséder deux arrêts: au sud, la gare qui existe encore de nos jours et au nord, Travecy-moulin qui était une simple halte en bois complètement disparue.

Chaque jour, trois trains s'arrêtaient dans chaque sens devant la gare  pour prendre les passagers qui se rendaient soit à Saint-Quentin, soit à Guise ou dans l'autre sens à La Fère.
A une époque où le chemin de fer était le moyen de déplacement le plus pratique, cette ligne connaissait un important trafic de passagers et de marchandises. 

À partir de 1950, avec l'amélioration des routes et le développement du transport automobile, le trafic ferroviaire a périclité et la ligne a été fermée en 1963. Les rails ont été retirés. La gare a été vendue. Quelques tronçons de l'ancienne ligne subsistent encore de nos jours utilisés comme sentier de randonnée.

## Politique et administration

### Découpage territorial

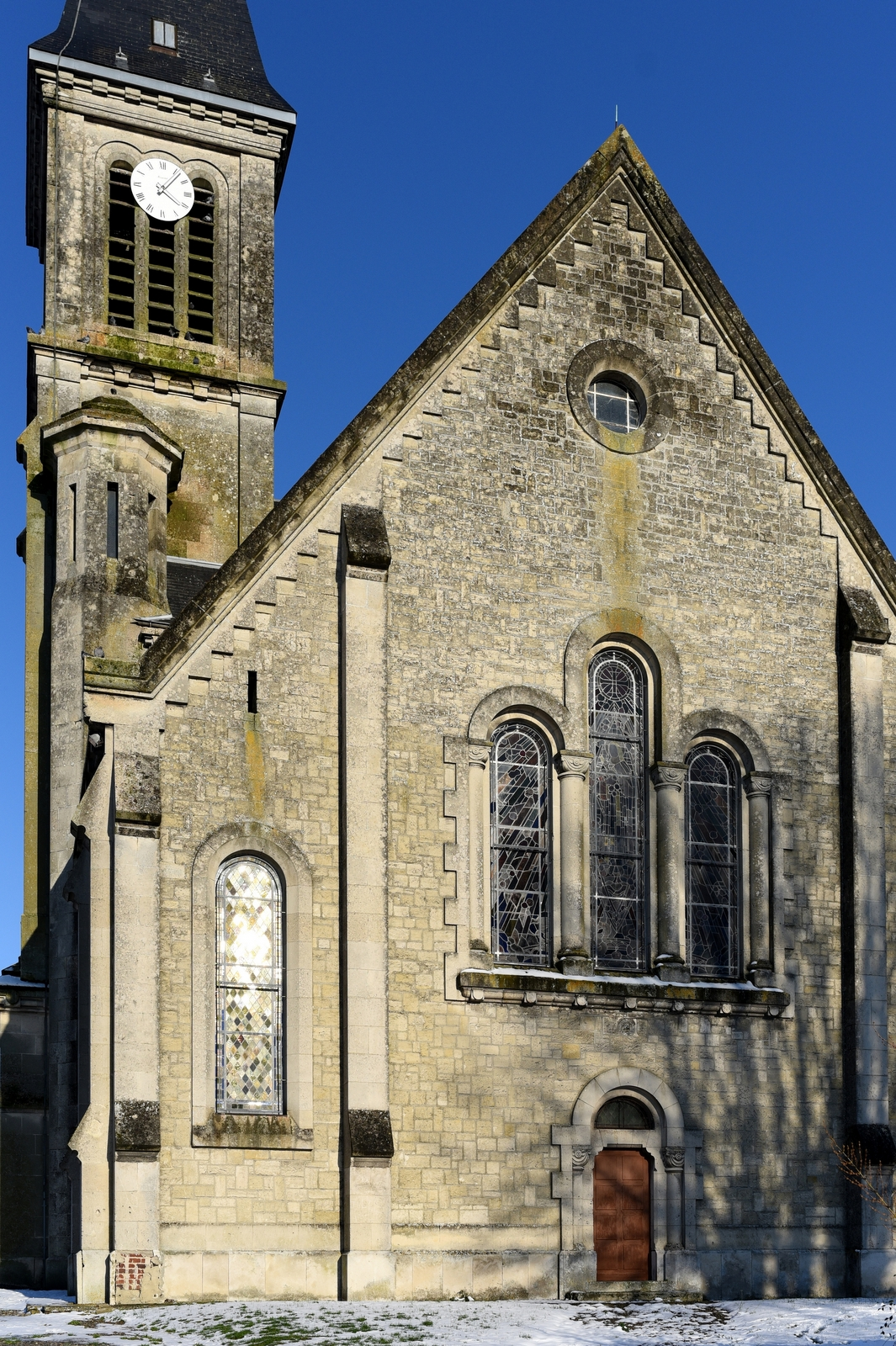
Façade de l'église de Travecy.

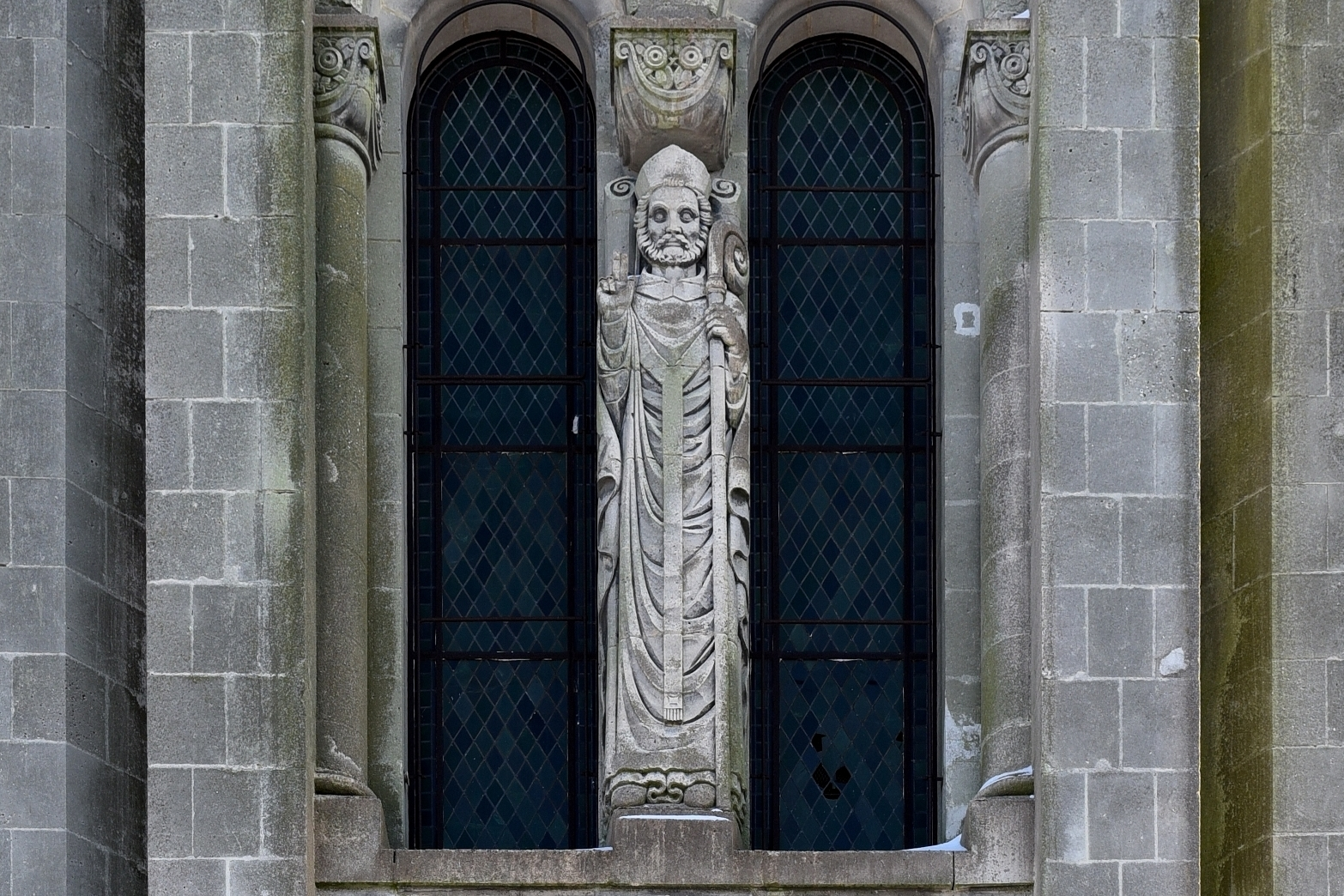
Saint Médard.

La commune de Travecy est membre de la communauté d'agglomération Chauny-Tergnier-La Fère, un établissement public de coopération intercommunale (EPCI) à fiscalité propre créé le 1er janvier 2017 dont le siège est à Chauny. Ce dernier est par ailleurs membre d'autres groupements intercommunaux.
Sur le plan administratif, elle est rattachée à l'arrondissement de Laon, au département de l'Aisne et à la région Hauts-de-France. Sur le plan électoral, elle dépend du  canton de Tergnier pour l'élection des conseillers départementaux, depuis le redécoupage cantonal de 2014 entré en vigueur en 2015, et de la première circonscription de l'Aisne  pour les élections législatives, depuis le dernier découpage électoral de 2010.

### Administration municipale
| Période                                  | Période                   | Identité         | Étiquette | Qualité       |
| ---------------------------------------- | ------------------------- | ---------------- | --------- | ------------- |
| Les données manquantes sont à compléter. |                           |                  |           |               |
|                                          | 1877                      | Nicolet          |           |               |
| 1877                                     | après 1879                | Frénoy           |           |               |
| mars 2001                                | 2014                      | Bernard Verlinde |           |               |
| 2014                                     | mai 2020                  | Élisabeth Sueur  | SE        | Fonctionnaire |
| mai 2020                                 | En cours (au 23 mai 2020) | Laurent Pené     |           |               |

## Démographie
L'évolution du nombre d'habitants est connue à travers les recensements de la population effectués dans la commune depuis 1793. Pour les communes de moins de 10 000 habitants, une enquête de recensement portant sur toute la population est réalisée tous les cinq ans, les populations de référence des années intermédiaires étant quant à elles estimées par interpolation ou extrapolation. Pour la commune, le premier recensement exhaustif entrant dans le cadre du nouveau dispositif a été réalisé en 2006.

En 2022, la commune comptait 683 habitants, en évolution de +0,89 % par rapport à 2016 (Aisne : −1,97 %, France hors Mayotte : +2,11 %).
| 1793 | 1800 | 1806  | 1821  | 1831  | 1836  | 1841  | 1846  | 1851  |
| ---- | ---- | ----- | ----- | ----- | ----- | ----- | ----- | ----- |
| 908  | 999  | 1 009 | 1 041 | 1 031 | 1 091 | 1 129 | 1 124 | 1 092 |

| 1856  | 1861 | 1866  | 1872 | 1876 | 1881 | 1886 | 1891 | 1896 |
| ----- | ---- | ----- | ---- | ---- | ---- | ---- | ---- | ---- |
| 1 023 | 999  | 1 042 | 931  | 944  | 916  | 884  | 797  | 806  |

| 1901 | 1906 | 1911 | 1921 | 1926 | 1931 | 1936 | 1946 | 1954 |
| ---- | ---- | ---- | ---- | ---- | ---- | ---- | ---- | ---- |
| 803  | 803  | 810  | 412  | 587  | 674  | 750  | 828  | 849  |

| 1962 | 1968 | 1975 | 1982 | 1990 | 1999 | 2006 | 2011 | 2016 |
| ---- | ---- | ---- | ---- | ---- | ---- | ---- | ---- | ---- |
| 855  | 811  | 642  | 671  | 614  | 643  | 614  | 658  | 677  |

| 2021 | 2022 | - | - | - | - | - | - | - |
| ---- | ---- | - | - | - | - | - | - | - |
| 670  | 683  | - | - | - | - | - | - | - |

## Lieux et monuments
- Église Saint-Médard, carrelage roman.
- Chapelle de la Nativité-de-la-Vierge de Canlers.
- Monument aux morts.
- Canal de la Sambre à l'Oise.
- Pigonnier octogonal.

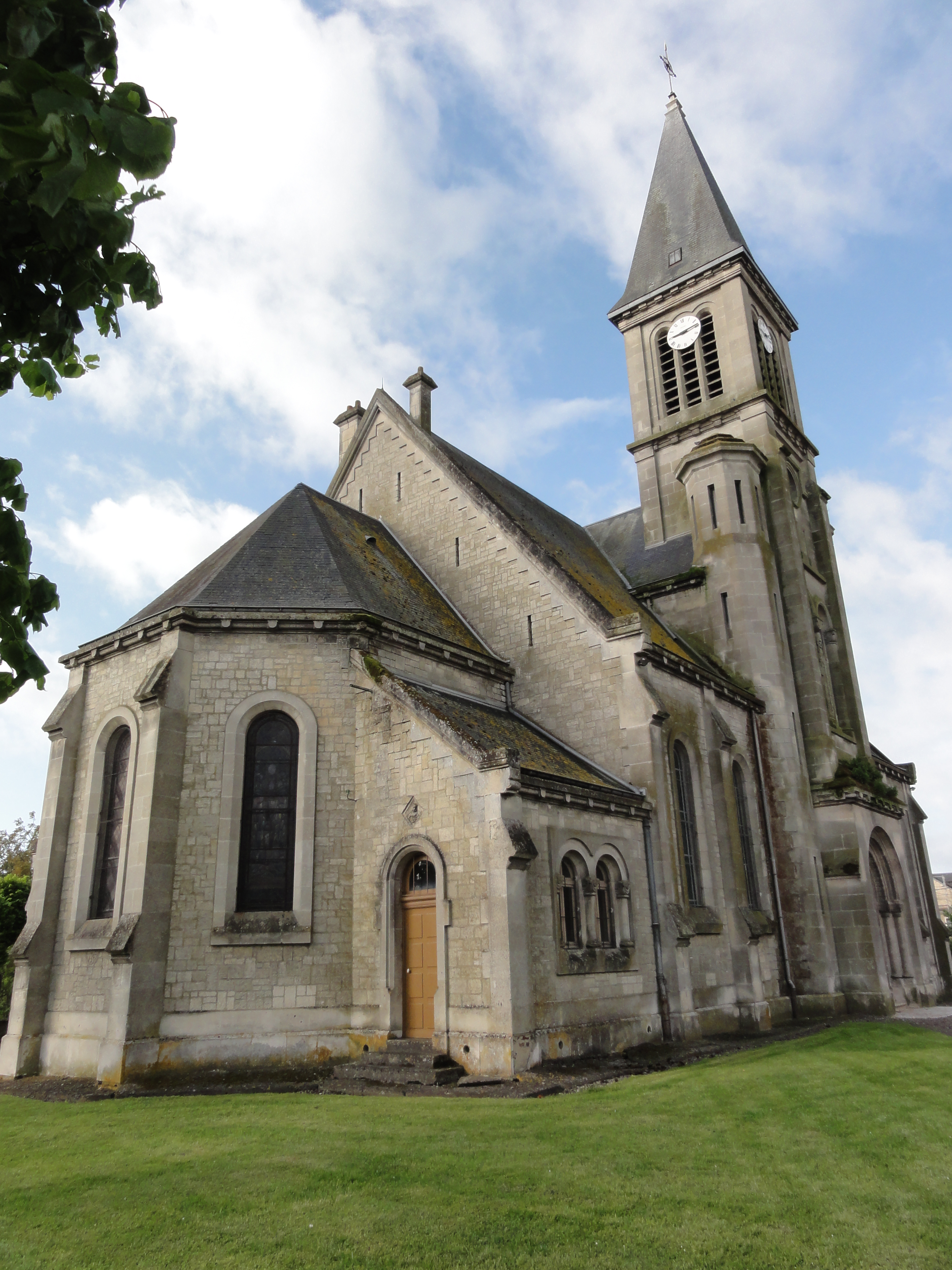
Église Saint-Médard.
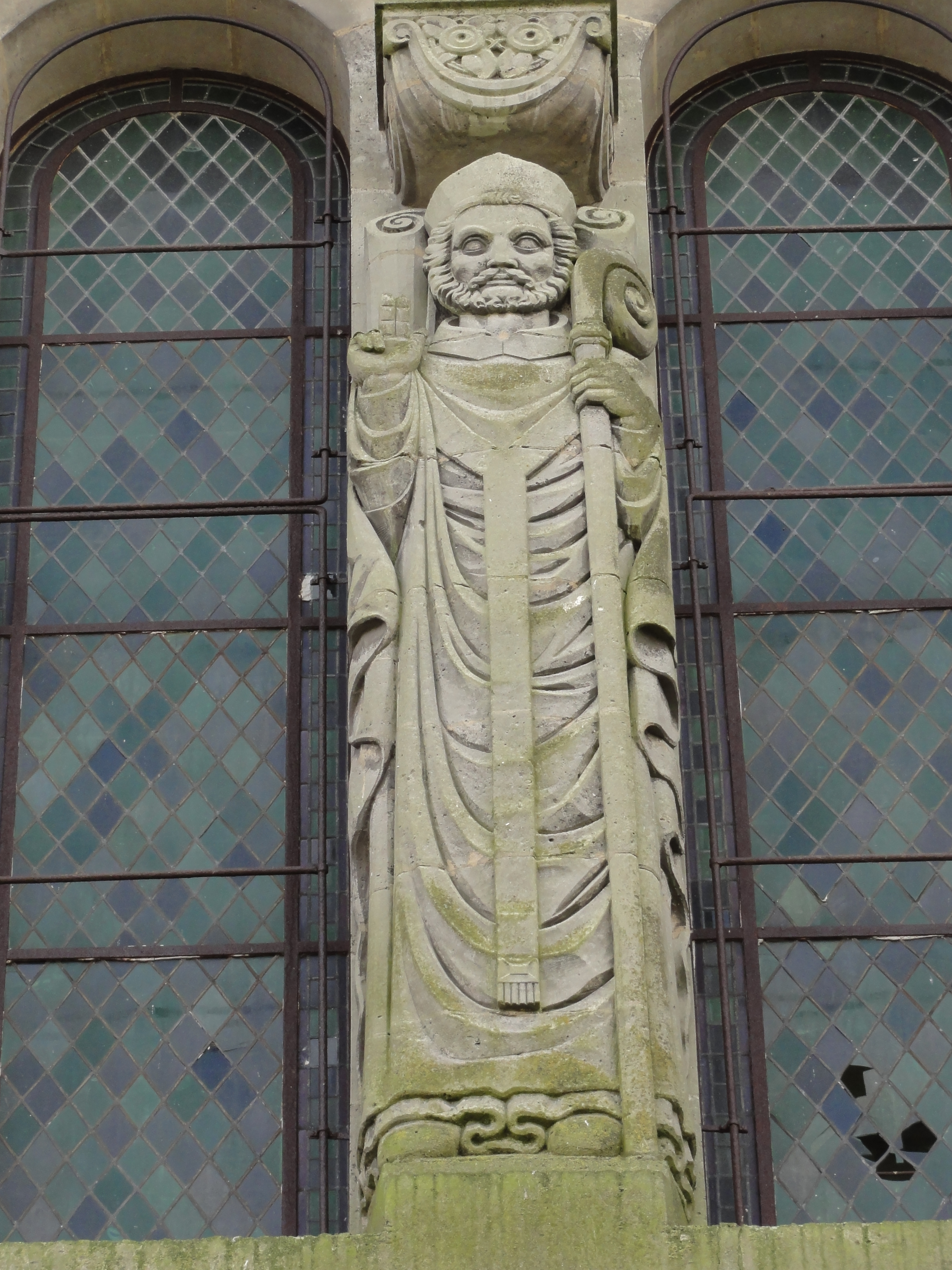
Statue de saint Médard sur la façade de l'église.
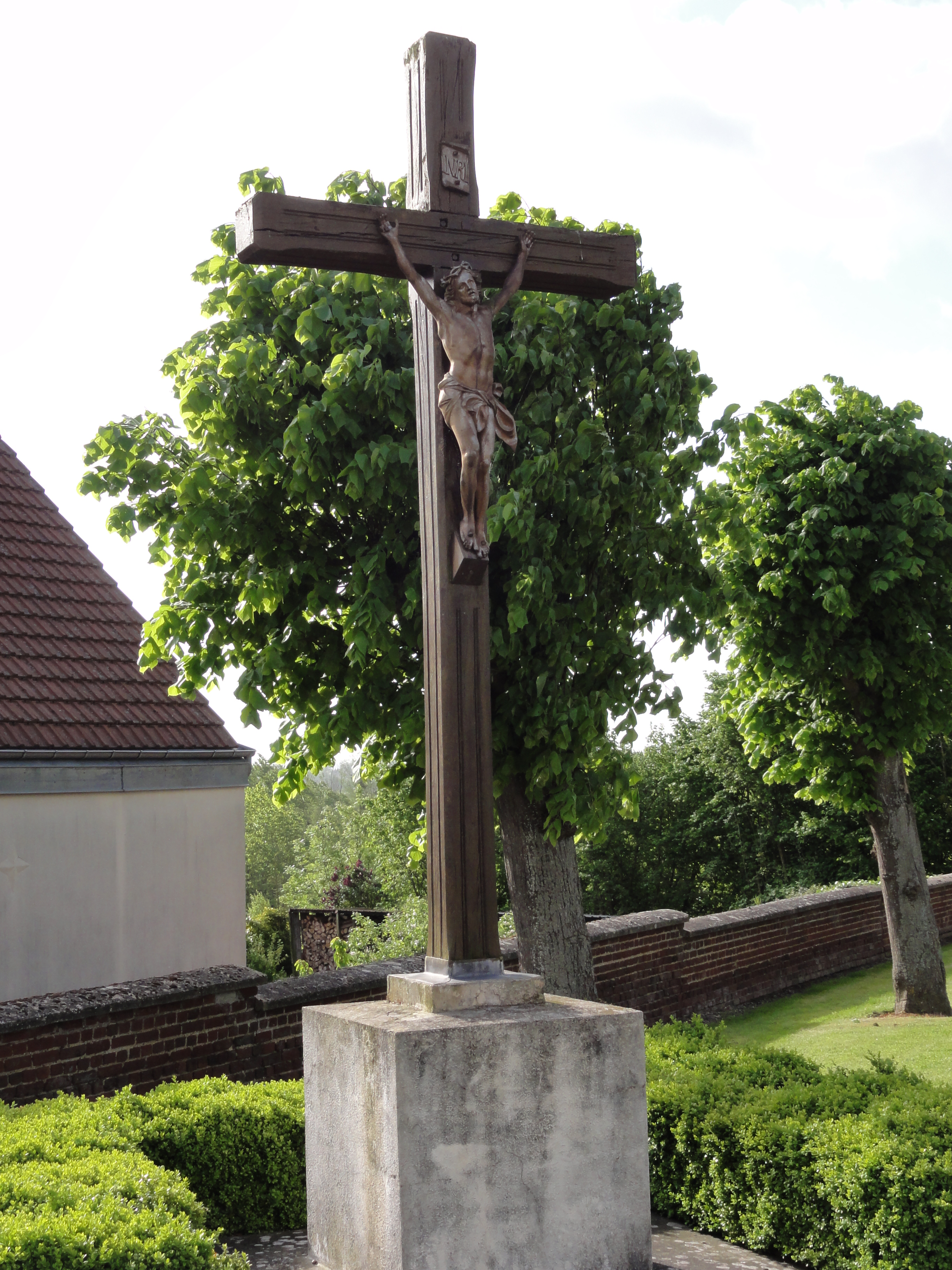
Croix de l'ancien cimetière.
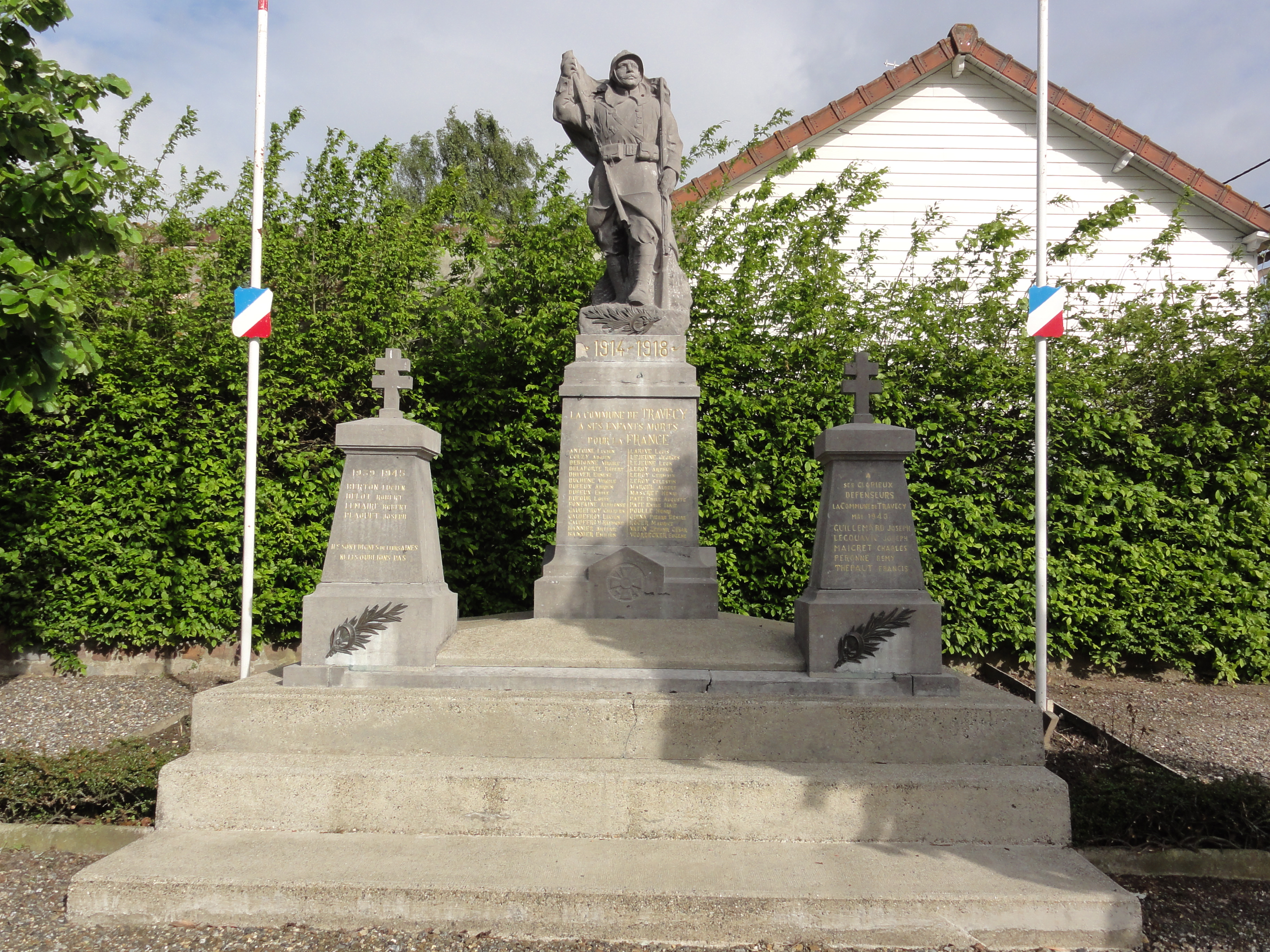
Monument aux morts.
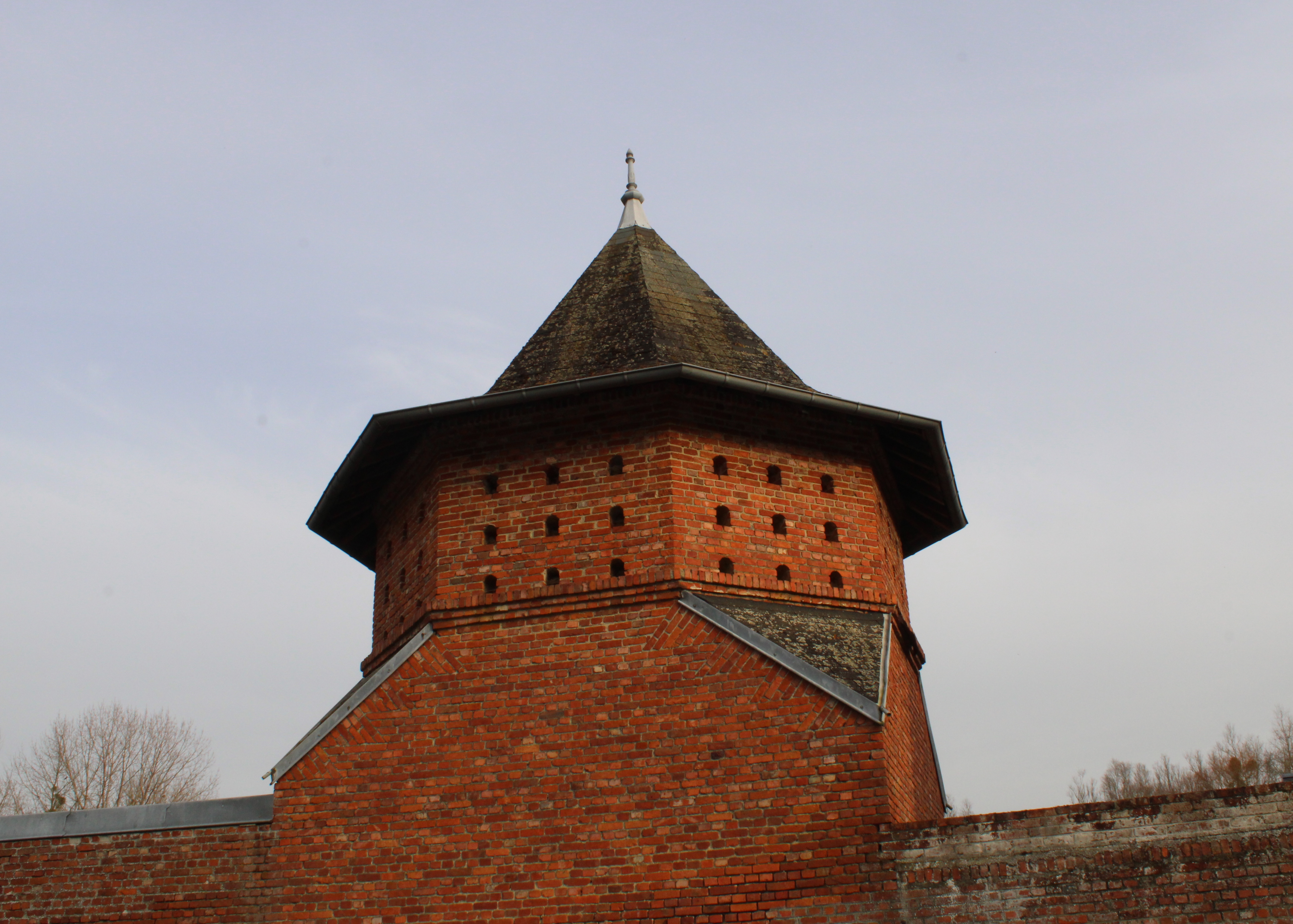
Le pigeonnier octogonal en brique.